# Fimbrios klossi
Fimbrios klossi — вид змій родини ксенодермових (Xenodermidae). Мешкає в Індокитаї. Вид названий на честь англійського зоолога Сесіла Бодена Клосса.

## Поширення і екологія
Fimbrios klossi мешкають в Аннамських горах на півдні В'єтнаму і Лаосу, спостерігалися в Кардамонових горах в Камбоджі. Вони живуть у вічнозелених гірських тропічних лісах, серед опалого листя і повалених дерев, поблизу струмків. Зустрічаються на висоті від 1000 до 1800 м над рівнем моря.